# Хьюз, Ли
Ли Хьюз (англ. Lee Hughes; род. 22 мая 1976, Сметик, Уэст-Мидлендс) — английский футболист, центральный нападающий.
На заре своей карьеры выступал за клуб «Киддерминстер Харриерс», в августе 1997 года перешёл за 380 000 фунтов стерлингов в клуб «Вест Бромвич Альбион». Хьюз в течение четырёх сезонов подряд являлся лучшим бомбардиром клуба, вошёл в символическую Команду года по версии ПФА (1998/99). В августе 2001 года игрок был продан в «Ковентри Сити» за £5 млн, но вернулся в «Вест Бромвич» через год, обновив клубный рекорд (2,5 млн фунтов стерлингов).
В августе 2004 года Хьюз приостановил свою карьеру в связи с тем, что он был заключен в тюрьму как виновник ДТП со смертельным исходом, которое произошло 23 ноября 2003 года. Игрок вернулся в профессиональный футбол сразу же после освобождения (20 августа 2007 года), ему предложил двухлетний контракт клуб «Олдем Атлетик». Хьюз покинул клуб в мае 2009 года, после короткой аренды в «Блэкпул».
Он подписал контракт с клубом «Ноттс Каунти» 22 июля 2009 года, в котором забил 30 мячей, благодаря чему клуб выиграл Чемпионат второй футбольной лиги сезона 2009/10. В первой же игре против «Брэдфорд Сити» (5:0) оформил хет-трик. Свой второй хет-трик оформил в матче против «Нортгемптон Таун» 12 сентября (5:2). Третий хет-трик пришёлся на матч с «Бертон Альбион» 28 декабря (4:1).
В начале 2013 года перешёл в клуб «Порт Вейл».